# Lista över fornlämningar i Enköpings kommun (Veckholm)
Lista över fornlämningar i Enköpings kommun (Veckholm) är en förteckning av ett urval av de fornlämningar som finns i Veckholm i Enköpings kommun.
| Namn           | Lämningstyp                      | Tillkomsttid | Historisk indelning | Plats | Läge                 | ID-nr          | Bild                                      |
| -------------- | -------------------------------- | ------------ | ------------------- | ----- | -------------------- | -------------- | ----------------------------------------- |
| Veckholm 1:1   | Hällristning                     |              | Veckholm, Uppland   |       | 59.525594, 17.303849 | 10028800010001 | Ladda upp en bild av detta fornminne      |
| Veckholm 2:1   | Stensättning                     |              | Veckholm, Uppland   |       | 59.544787, 17.321601 | 10028800020001 | Ladda upp en bild av detta fornminne      |
| Veckholm 3:1   | Gravfält                         |              | Veckholm, Uppland   |       | 59.544915, 17.325886 | 10028800030001 | Ladda upp en bild av detta fornminne      |
| Veckholm 3:2   | Stensättning                     |              | Veckholm, Uppland   |       | 59.544066, 17.327172 | 10028800030002 | Ladda upp en bild av detta fornminne      |
| Veckholm 3:3   | Stensättning                     |              | Veckholm, Uppland   |       | 59.544189, 17.326534 | 10028800030003 | Ladda upp en bild av detta fornminne      |
| Veckholm 5:1   | Gravfält                         |              | Veckholm, Uppland   |       | 59.540448, 17.308251 | 10028800050001 | Ladda upp en bild av detta fornminne      |
| Veckholm 7:1   | Gravfält                         |              | Veckholm, Uppland   |       | 59.535774, 17.330549 | 10028800070001 | Ladda upp en bild av detta fornminne      |
| Veckholm 9:1   | Gravfält                         |              | Veckholm, Uppland   |       | 59.522596, 17.308108 | 10028800090001 | Ladda upp en bild av detta fornminne      |
| Veckholm 10:1  | Stensättning                     |              | Veckholm, Uppland   |       | 59.541114, 17.312883 | 10028800100001 | Ladda upp en bild av detta fornminne      |
| Veckholm 11:1  | Stensättning                     |              | Veckholm, Uppland   |       | 59.550827, 17.325284 | 10028800110001 | Ladda upp en bild av detta fornminne      |
| Veckholm 12:1  | Gravfält                         |              | Veckholm, Uppland   |       | 59.549037, 17.332308 | 10028800120001 | Ladda upp en bild av detta fornminne      |
| Veckholm 13:1  | Runristning                      |              | Veckholm, Uppland   |       | 59.541540, 17.346699 | 10028800130001 | Ladda upp en bild av detta fornminne      |
| Veckholm 14:1  | Stensättning                     |              | Veckholm, Uppland   |       | 59.523534, 17.299446 | 10028800140001 | Ladda upp en bild av detta fornminne      |
| Veckholm 16:1  | Gravfält                         |              | Veckholm, Uppland   |       | 59.532506, 17.303149 | 10028800160001 | Ladda upp en bild av detta fornminne      |
| Veckholm 17:1  | Gravfält                         |              | Veckholm, Uppland   |       | 59.533979, 17.296871 | 10028800170001 | Ladda upp en bild av detta fornminne      |
| Veckholm 18:1  | Bildristning                     |              | Veckholm, Uppland   |       | 59.536192, 17.348476 | 10028800180001 | Ladda upp en bild av detta fornminne      |
| Veckholm 19:1  | Stensättning                     |              | Veckholm, Uppland   |       | 59.539976, 17.344832 | 10028800190001 | Ladda upp en bild av detta fornminne      |
| Veckholm 20:1  | Runristning                      |              | Veckholm, Uppland   |       | 59.540880, 17.354287 | 10028800200001 | Ladda upp en bild av detta fornminne      |
| Veckholm 21:1  | Stensättning                     |              | Veckholm, Uppland   |       | 59.541887, 17.353574 | 10028800210001 | Ladda upp en bild av detta fornminne      |
| Veckholm 22:1  | Stensättning                     |              | Veckholm, Uppland   |       | 59.535778, 17.356530 | 10028800220001 | Ladda upp en bild av detta fornminne      |
| Veckholm 22:2  | Stensättning                     |              | Veckholm, Uppland   |       | 59.535745, 17.356758 | 10028800220002 | Ladda upp en bild av detta fornminne      |
| Veckholm 22:3  | Stensättning                     |              | Veckholm, Uppland   |       | 59.535646, 17.356606 | 10028800220003 | Ladda upp en bild av detta fornminne      |
| Veckholm 23:1  | Stensättning                     |              | Veckholm, Uppland   |       | 59.503899, 17.424241 | 10028800230001 | Ladda upp en bild av detta fornminne      |
| Veckholm 24:1  | Gravfält                         |              | Veckholm, Uppland   |       | 59.532570, 17.343855 | 10028800240001 | Ladda upp en bild av detta fornminne      |
| Veckholm 25:1  | Gravfält                         |              | Veckholm, Uppland   |       | 59.532620, 17.345544 | 10028800250001 | Ladda upp en bild av detta fornminne      |
| Veckholm 26:1  | Stensättning                     |              | Veckholm, Uppland   |       | 59.531269, 17.339475 | 10028800260001 | Ladda upp en bild av detta fornminne      |
| Veckholm 26:3  | Grav markerad av sten/block      |              | Veckholm, Uppland   |       | 59.531203, 17.339542 | 10028800260003 | Ladda upp en bild av detta fornminne      |
| Veckholm 27:1  | Hällristning                     |              | Veckholm, Uppland   |       | 59.526812, 17.349922 | 10028800270001 | Ladda upp en bild av detta fornminne      |
| Veckholm 27:2  | Hällristning                     |              | Veckholm, Uppland   |       | 59.526812, 17.349922 | 10028800270002 | Ladda upp en bild av detta fornminne      |
| Veckholm 27:3  | Hällristning                     |              | Veckholm, Uppland   |       | 59.526812, 17.349922 | 10028800270003 | Ladda upp en bild av detta fornminne      |
| Veckholm 28:1  | Gravfält                         |              | Veckholm, Uppland   |       | 59.527824, 17.347144 | 10028800280001 | Ladda upp en bild av detta fornminne      |
| Veckholm 29:1  | Stensättning                     |              | Veckholm, Uppland   |       | 59.533857, 17.327858 | 10028800290001 | Ladda upp en bild av detta fornminne      |
| Veckholm 30:1  | Stensättning                     |              | Veckholm, Uppland   |       | 59.532540, 17.331217 | 10028800300001 | Ladda upp en bild av detta fornminne      |
| Veckholm 30:2  | Stensättning                     |              | Veckholm, Uppland   |       | 59.532613, 17.331100 | 10028800300002 | Ladda upp en bild av detta fornminne      |
| Veckholm 31:1  | Runristning                      |              | Veckholm, Uppland   |       | 59.533495, 17.311976 | 10028800310001 | Ladda upp en till bild av detta fornminne |
| Veckholm 32:1  | Runristning                      |              | Veckholm, Uppland   |       | 59.521172, 17.323507 | 10028800320001 | Ladda upp en bild av detta fornminne      |
| Veckholm 33:1  | Gravfält                         |              | Veckholm, Uppland   |       | 59.517769, 17.314292 | 10028800330001 | Ladda upp en bild av detta fornminne      |
| Veckholm 34:1  | Stensättning                     |              | Veckholm, Uppland   |       | 59.512528, 17.321812 | 10028800340001 | Ladda upp en bild av detta fornminne      |
| Veckholm 34:2  | Stensättning                     |              | Veckholm, Uppland   |       | 59.512444, 17.322028 | 10028800340002 | Ladda upp en bild av detta fornminne      |
| Veckholm 34:3  | Stensättning                     |              | Veckholm, Uppland   |       | 59.512361, 17.321851 | 10028800340003 | Ladda upp en bild av detta fornminne      |
| Veckholm 35:1  | Bildristning                     |              | Veckholm, Uppland   |       | 59.522531, 17.305394 | 10028800350001 | Ladda upp en bild av detta fornminne      |
| Veckholm 36:1  | Gravfält                         |              | Veckholm, Uppland   |       | 59.513753, 17.311438 | 10028800360001 | Ladda upp en bild av detta fornminne      |
| Veckholm 37:1  | Gravfält                         |              | Veckholm, Uppland   |       | 59.512228, 17.310139 | 10028800370001 | Ladda upp en bild av detta fornminne      |
| Veckholm 38:1  | Gravfält                         |              | Veckholm, Uppland   |       | 59.518599, 17.336635 | 10028800380001 | Ladda upp en bild av detta fornminne      |
| Veckholm 39:1  | Gravfält                         |              | Veckholm, Uppland   |       | 59.522289, 17.331595 | 10028800390001 | Ladda upp en bild av detta fornminne      |
| Veckholm 40:1  | Gravfält                         |              | Veckholm, Uppland   |       | 59.531439, 17.358638 | 10028800400001 | Ladda upp en bild av detta fornminne      |
| Veckholm 41:1  | Gravfält                         |              | Veckholm, Uppland   |       | 59.524758, 17.357942 | 10028800410001 | Ladda upp en bild av detta fornminne      |
| Veckholm 42:1  | Gravfält                         |              | Veckholm, Uppland   |       | 59.513312, 17.347418 | 10028800420001 | Ladda upp en bild av detta fornminne      |
| Veckholm 43:1  | Gravfält                         |              | Veckholm, Uppland   |       | 59.521687, 17.355697 | 10028800430001 | Ladda upp en bild av detta fornminne      |
| Veckholm 44:1  | Gravfält                         |              | Veckholm, Uppland   |       | 59.522712, 17.356915 | 10028800440001 | Ladda upp en bild av detta fornminne      |
| Veckholm 45:1  | Runristning                      |              | Veckholm, Uppland   |       | 59.513586, 17.375522 | 10028800450001 | Ladda upp en bild av detta fornminne      |
| Veckholm 46:1  | Gravfält                         |              | Veckholm, Uppland   |       | 59.550916, 17.342073 | 10028800460001 | Ladda upp en bild av detta fornminne      |
| Veckholm 47:1  | Gravfält                         |              | Veckholm, Uppland   |       | 59.516211, 17.300279 | 10028800470001 | Ladda upp en bild av detta fornminne      |
| Veckholm 48:1  | Gravfält                         |              | Veckholm, Uppland   |       | 59.520374, 17.301044 | 10028800480001 | Ladda upp en bild av detta fornminne      |
| Veckholm 49:1  | Stensättning                     |              | Veckholm, Uppland   |       | 59.520527, 17.306579 | 10028800490001 | Ladda upp en bild av detta fornminne      |
| Veckholm 49:2  | Runristning                      |              | Veckholm, Uppland   |       | 59.520654, 17.306294 | 10028800490002 | Ladda upp en bild av detta fornminne      |
| Veckholm 50:1  | Gravfält                         |              | Veckholm, Uppland   |       | 59.502182, 17.293000 | 10028800500001 | Ladda upp en bild av detta fornminne      |
| Veckholm 51:1  | Gravfält                         |              | Veckholm, Uppland   |       | 59.502695, 17.289809 | 10028800510001 | Ladda upp en bild av detta fornminne      |
| Veckholm 51:2  | Husgrund, förhistorisk/medeltida |              | Veckholm, Uppland   |       | 59.502445, 17.290660 | 10028800510002 | Ladda upp en bild av detta fornminne      |
| Veckholm 52:1  | Gravfält                         |              | Veckholm, Uppland   |       | 59.501602, 17.290198 | 10028800520001 | Ladda upp en bild av detta fornminne      |
| Veckholm 53:1  | Stensättning                     |              | Veckholm, Uppland   |       | 59.489712, 17.298637 | 10028800530001 | Ladda upp en bild av detta fornminne      |
| Veckholm 55:1  | Stensättning                     |              | Veckholm, Uppland   |       | 59.501488, 17.351402 | 10028800550001 | Ladda upp en bild av detta fornminne      |
| Veckholm 57:1  | Gravfält                         |              | Veckholm, Uppland   |       | 59.489549, 17.387195 | 10028800570001 | Ladda upp en bild av detta fornminne      |
| Veckholm 58:1  | Gravfält                         |              | Veckholm, Uppland   |       | 59.489389, 17.389874 | 10028800580001 | Ladda upp en bild av detta fornminne      |
| Veckholm 59:1  | Gravfält                         |              | Veckholm, Uppland   |       | 59.491549, 17.394991 | 10028800590001 | Ladda upp en bild av detta fornminne      |
| Veckholm 60:1  | Stensättning                     |              | Veckholm, Uppland   |       | 59.487966, 17.396010 | 10028800600001 | Ladda upp en bild av detta fornminne      |
| Veckholm 61:1  | Stensättning                     |              | Veckholm, Uppland   |       | 59.501616, 17.309494 | 10028800610001 | Ladda upp en bild av detta fornminne      |
| Veckholm 62:1  | Stensättning                     |              | Veckholm, Uppland   |       | 59.506803, 17.310326 | 10028800620001 | Ladda upp en bild av detta fornminne      |
| Veckholm 63:1  | Gravfält                         |              | Veckholm, Uppland   |       | 59.509876, 17.311679 | 10028800630001 | Ladda upp en bild av detta fornminne      |
| Veckholm 64:1  | Gravfält                         |              | Veckholm, Uppland   |       | 59.504616, 17.326301 | 10028800640001 | Ladda upp en bild av detta fornminne      |
| Veckholm 65:1  | Gravfält                         |              | Veckholm, Uppland   |       | 59.502598, 17.305667 | 10028800650001 | Ladda upp en bild av detta fornminne      |
| Veckholm 66:1  | Hällristning                     |              | Veckholm, Uppland   |       | 59.499704, 17.307890 | 10028800660001 | Ladda upp en bild av detta fornminne      |
| Veckholm 67:1  | Stensättning                     |              | Veckholm, Uppland   |       | 59.505575, 17.334735 | 10028800670001 | Ladda upp en bild av detta fornminne      |
| Veckholm 68:1  | Stensättning                     |              | Veckholm, Uppland   |       | 59.506845, 17.329843 | 10028800680001 | Ladda upp en bild av detta fornminne      |
| Veckholm 69:1  | Stensättning                     |              | Veckholm, Uppland   |       | 59.464027, 17.400144 | 10028800690001 | Ladda upp en bild av detta fornminne      |
| Veckholm 69:2  | Stensättning                     |              | Veckholm, Uppland   |       | 59.464128, 17.400081 | 10028800690002 | Ladda upp en bild av detta fornminne      |
| Veckholm 70:1  | Gravfält                         |              | Veckholm, Uppland   |       | 59.464751, 17.402816 | 10028800700001 | Ladda upp en bild av detta fornminne      |
| Veckholm 72:1  | Gravfält                         |              | Veckholm, Uppland   |       | 59.508350, 17.339059 | 10028800720001 | Ladda upp en bild av detta fornminne      |
| Veckholm 73:1  | Stensättning                     |              | Veckholm, Uppland   |       | 59.507787, 17.343504 | 10028800730001 | Ladda upp en bild av detta fornminne      |
| Veckholm 74:1  | Stensättning                     |              | Veckholm, Uppland   |       | 59.510545, 17.340067 | 10028800740001 | Ladda upp en bild av detta fornminne      |
| Veckholm 75:1  | Stensättning                     |              | Veckholm, Uppland   |       | 59.508201, 17.398721 | 10028800750001 | Ladda upp en bild av detta fornminne      |
| Veckholm 76:1  | Stensättning                     |              | Veckholm, Uppland   |       | 59.482477, 17.389038 | 10028800760001 | Ladda upp en bild av detta fornminne      |
| Veckholm 78:1  | Gravfält                         |              | Veckholm, Uppland   |       | 59.513801, 17.333143 | 10028800780001 | Ladda upp en bild av detta fornminne      |
| Veckholm 80:1  | Stensättning                     |              | Veckholm, Uppland   |       | 59.544166, 17.313211 | 10028800800001 | Ladda upp en bild av detta fornminne      |
| Veckholm 81:1  | Stensättning                     |              | Veckholm, Uppland   |       | 59.542062, 17.328273 | 10028800810001 | Ladda upp en bild av detta fornminne      |
| Veckholm 83:1  | Stensättning                     |              | Veckholm, Uppland   |       | 59.530467, 17.341491 | 10028800830001 | Ladda upp en bild av detta fornminne      |
| Veckholm 86:1  | Stensättning                     |              | Veckholm, Uppland   |       | 59.519516, 17.342073 | 10028800860001 | Ladda upp en bild av detta fornminne      |
| Veckholm 89:1  | Stensättning                     |              | Veckholm, Uppland   |       | 59.512838, 17.329404 | 10028800890001 | Ladda upp en bild av detta fornminne      |
| Veckholm 93:1  | Stensättning                     |              | Veckholm, Uppland   |       | 59.500967, 17.291851 | 10028800930001 | Ladda upp en bild av detta fornminne      |
| Veckholm 94:1  | Stensättning                     |              | Veckholm, Uppland   |       | 59.519681, 17.302914 | 10028800940001 | Ladda upp en bild av detta fornminne      |
| Veckholm 94:2  | Stensättning                     |              | Veckholm, Uppland   |       | 59.519753, 17.302764 | 10028800940002 | Ladda upp en bild av detta fornminne      |
| Veckholm 95:1  | Stensättning                     |              | Veckholm, Uppland   |       | 59.520235, 17.298410 | 10028800950001 | Ladda upp en bild av detta fornminne      |
| Veckholm 98:1  | Gravfält                         |              | Veckholm, Uppland   |       | 59.521145, 17.321521 | 10028800980001 | Ladda upp en bild av detta fornminne      |
| Veckholm 98:2  | Runristning                      |              | Veckholm, Uppland   |       | 59.521295, 17.321549 | 10028800980002 | Ladda upp en bild av detta fornminne      |
| Veckholm 100:1 | Stensättning                     |              | Veckholm, Uppland   |       | 59.517229, 17.298224 | 10028801000001 | Ladda upp en bild av detta fornminne      |
| Veckholm 100:2 | Grav markerad av sten/block      |              | Veckholm, Uppland   |       | 59.517162, 17.298193 | 10028801000002 | Ladda upp en bild av detta fornminne      |
| Veckholm 101:1 | Stensättning                     |              | Veckholm, Uppland   |       | 59.524201, 17.299020 | 10028801010001 | Ladda upp en bild av detta fornminne      |
| Veckholm 113:1 | Stensättning                     |              | Veckholm, Uppland   |       | 59.512763, 17.311982 | 10028801130001 | Ladda upp en bild av detta fornminne      |
| Veckholm 114:1 | Stensättning                     |              | Veckholm, Uppland   |       | 59.511060, 17.314289 | 10028801140001 | Ladda upp en bild av detta fornminne      |
| Veckholm 115:1 | Hög                              |              | Veckholm, Uppland   |       | 59.510484, 17.314631 | 10028801150001 | Ladda upp en bild av detta fornminne      |
| Veckholm 117:1 | Stensättning                     |              | Veckholm, Uppland   |       | 59.472467, 17.387457 | 10028801170001 | Ladda upp en bild av detta fornminne      |
| Veckholm 117:2 | Stensättning                     |              | Veckholm, Uppland   |       | 59.472352, 17.387650 | 10028801170002 | Ladda upp en bild av detta fornminne      |
| Veckholm 118:1 | Stensättning                     |              | Veckholm, Uppland   |       | 59.540380, 17.327858 | 10028801180001 | Ladda upp en bild av detta fornminne      |
| Veckholm 119:1 | Stensättning                     |              | Veckholm, Uppland   |       | 59.540551, 17.329648 | 10028801190001 | Ladda upp en bild av detta fornminne      |
| Veckholm 137   | Stensättning                     |              | Veckholm, Uppland   |       | 59.541760, 17.317407 | 12000000131796 | Ladda upp en bild av detta fornminne      |
| Veckholm 146   | Stensättning                     |              | Veckholm, Uppland   |       | 59.541450, 17.317688 | 12000000133545 | Ladda upp en bild av detta fornminne      |
| Veckholm 149   | Stensättning                     |              | Veckholm, Uppland   |       | 59.543924, 17.307142 | 12000000133548 | Ladda upp en bild av detta fornminne      |
| Veckholm 150   | Stensättning                     |              | Veckholm, Uppland   |       | 59.541285, 17.317965 | 12000000133549 | Ladda upp en bild av detta fornminne      |